# Улица Коштоянца
У́лица Коштоя́нца — улица в Западном административном округе города Москвы в районах Проспект Вернадского и Тропарёво-Никулино.
Начинается от улицы Удальцова, между проспектами Вернадского и Мичуринским, приблизительно в 1 км от станции метро Проспект Вернадского, затем пересекает улицу Лобачевского, поворачивает левее, проходит мимо жилого комплекса Олимпийская деревня, главного входа в институт МИРЭА и примыкает к проспекту Вернадского рядом со станцией метро «Юго-Западная».
Справа к улице примыкают проезд Олимпийской Деревни, улица Академика Анохина и Рузская улица.
Нумерация домов начинается со стороны улицы Удальцова.

## Происхождение названия
Названа 17 февраля 1962 года в честь физиолога Х. С. Коштоянца (1900—1961).

## История
Улица возникла в 1962 году при застройке 34-35 кварталов Юго-Запада. В 1960-е годы была застроена только нечётная сторона улицы пятиэтажными «хрущёвскими» домами и двенадцатиэтажными домами-башнями серии II-18. Первоначально проходила параллельно Боровскому шоссе между улицами Удальцова и Лобачевского и долгое время служила северо-западной границей застройки, отделяя кварталы от деревни Никольское. В начале улицы к ней справа примыкала главная улица деревни Юхновская. В начале 1980-х годов, после сноса деревни, застроена чётная сторона улицы домами № 2 и № 10, а в середине 80-х домом № 6. Эти новостройки местное население называло «Крестами». В 1981 году название улицы распространено на Проектируемый проезд 5403, возникший в 1979 году во время строительства Олимпийской деревни, в результате чего улица дошла до проспекта Вернадского.
В 2004 году рядом с домом № 10, у перекрестка с улицей Лобачевского, было снесено гражданское бомбоубежище I категории, построенное в 1987 году, и возведен дом № 12.

## Транспорт
Ближе к началу улицы находятся станции метро «Проспект Вернадского» Сокольнической линии и «Проспект Вернадского» Большой кольцевой линии, а в конце улицы находится станция метро «Юго-Западная». По улице Коштоянца от улицы Лобачевского до улицы Удальцова (только в указанном направлении) проходят автобусы 616, 715, 793; от проспекта Вернадского до улицы Анохина (обратно от проезда Олимпийской деревни до проспекта Вернадского) — м27, 667; от улицы Удальцова до проезда Олимпийской деревни в обе стороны — с17.

## Здания и сооружения
По нечётной стороне:

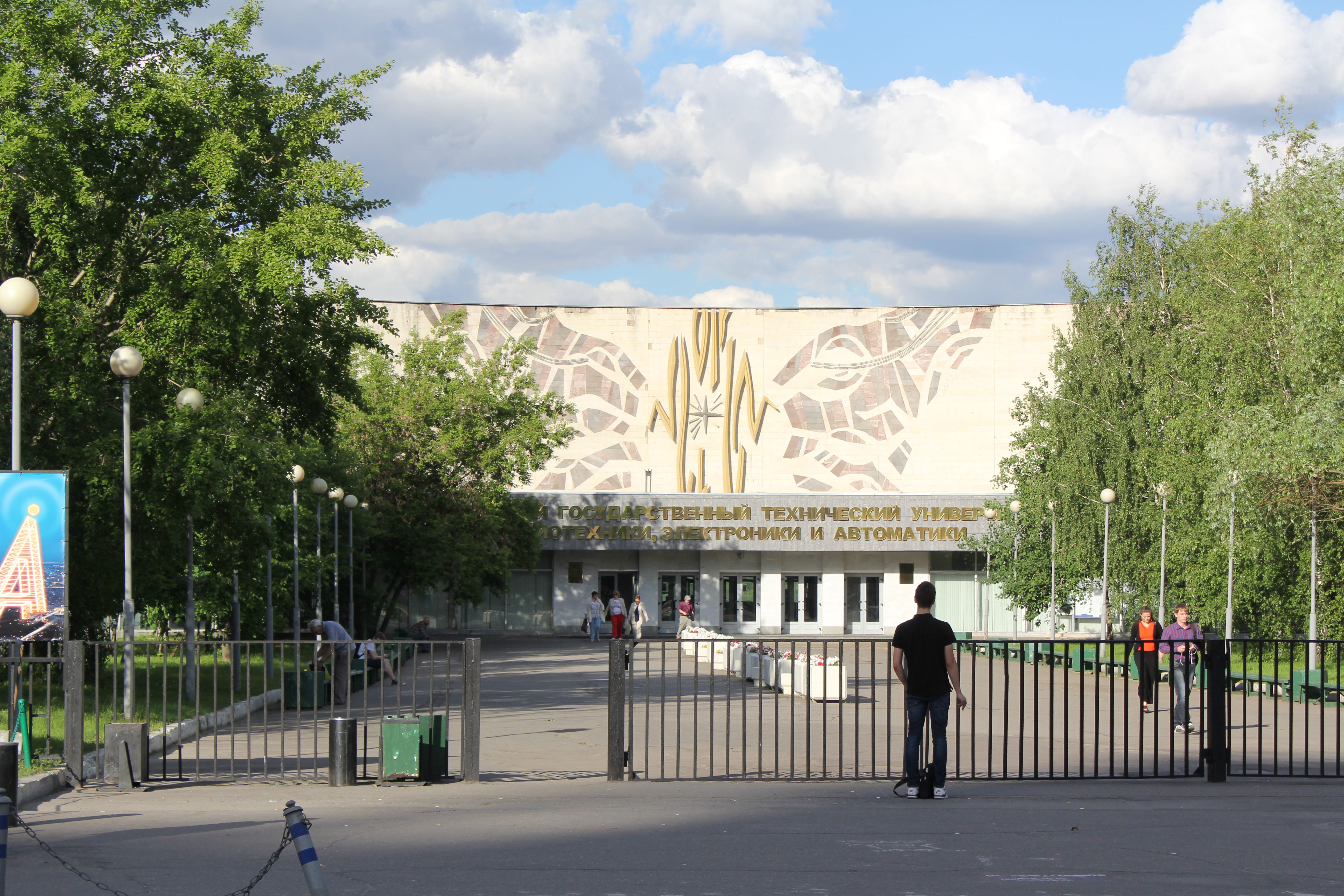
Здание МИРЭА

- д. № 1а — японский ресторан «Тануки»
- д. № 15 — продовольственный магазин «Вкусвилл»
- д. № 21а — продовольственный магазин «Пятёрочка»
- д. № 33 — отделение почтовой связи № 119454
- д. № 47, корп. 1 — гомеопатическая аптека «Ангелус Домини: Гомеопатическая фармация»
- д. № 78 (по проспекту Вернадского) — МИРЭА, Московский государственный технический университет радиотехники, электроники и автоматики (МГТУ МИРЭА)

По чётной стороне:
- д. № 10 — детский сад № 2 (при Управлении Делами Президента РФ, центр Развития Ребёнка)
- д. № 20 — жилой комплекс «Олимп»